# Rotterdam (or Anywhere)
Rotterdam (or Anywhere) is een nummer van de Britse band The Beautiful South uit 1996. Het is de eerste single van hun vijfde studioalbum Blue Is the Colour.
Hoewel het nummer klinkt als een rustige ballad, is de tekst vooral met een knipoog bedoeld. Zangeres Jacqui Abbott neemt in het nummer de hoofdvocalen voor haar rekening. Het nummer bereikte de 5e positie in het Verenigd Koninkrijk. In het Nederlandse taalgebied behaalde het geen hitlijsten; desondanks werd het er wel een radiohit.